# Атрак
Атрак (Отрок) (? — 1125) — половецький хан. Син Шарукана з роду Ольберлю. У грузин відомий як умтавресі (кращим з князів) Атрак Шарганідзе.

## Біографія
Після поразки від війська Володимира Мономаха в 1111 р., половці на чолі з Атраком та його братом Сирчаном відійшли на північний Кавказ. В 1118 р. Атрак уклав союз з правителем Грузії Давидом IV Будівельником. В 1121 р. половці брали участь в Дідгорській битві, в якій грузини перемогли коаліцію мусульманських правителів.
В 1125 р., по смерті Володимира Мономаха, половці на чолі з Атраком вернулись в приазовські степи.

## Сім'я
- Син Кончак від неназваної грузинської принцеси
- Син Ельтут
- Донька Ґурандухт, дружина Давида IV Будівельника

## Легенда про євшан-зілля
Галицько-Волинський літопис згадує, як Володимир Мономах розбив половців і змусив половців на чолі з Атраком відступити на Кавказ (в Обези за Залізні Ворота), а брата його — Сирчана — за Дон. По смерті Володимира Мономаха, Атрак не захотів повертатися в рідні степи.

| Після ж смерті Володимирової лишився у Сірчана один Співець — Орев, і послав він його в Обезя, кажучи: „Володимир умер уже, то ж повертайся, брате, назад в землю свою“. Перекажи ж ти йому ці слова мої, заспівай йому пісень половецьких. А як не схоче послухати, то дай йому понюхати зілля, яке зветься євшаном. А як той відмовився повертатись і слухати, дав він йому зілля. І понюхавши, заплакав той і сказав: „Краще на своїй землі кістьми лягти, ніж на чужині славному бути“. І прийшов він у землю свою... |
Поема Миколи Вороного Євшан-зілля інспірована цією легендою.